# Mordellistena teneriffensis
Mordellistena teneriffensis là một loài bọ cánh cứng trong họ Mordellidae. Loài này được Ermisch miêu tả khoa học năm 1965.